# Музей покинутих секретів
«Музей покинутих секретів» — роман української письменниці Оксани Забужко, вперше виданий у 2009 році видавництвом «Факт», згодом перевиданий у видавництві «Комора».
Події твору охоплюють життя трьох поколінь, період з початку осені 1943-го і до весни 2004-го. У романі зображено добу бойових дій УПА та політики Сталіна, добу шістдесятників і період незалежності, перебудову та конфліктні 90-ті, всі події дійсно відбувалися з різними людьми. Цей роман про вибір, який мусить робити кожне покоління
За словами Оксани Забужко, у гру створення «секретів» грали дівчатка в Росії, Польщі, Угорщині, Словаччині. Письменниця вважає, що українська гра в секрети походить від часів, коли наші прабабусі мусили від більшовиків ховати ікони, закопуючи їх у землю. Внучки, не знаючи первісного смислу, повторювали цей своєрідний ритуал. Окрім того вона зазначає, що архіви УПА – це ті самі закопані секрети, які хоронилися в бідонах з-під молока, залиті сургучем. Життя українських родин також «накриті скельцями, – як експонати у мами в музеї. Такий величезний музей покинутих «секретів». А люди по ньому ходять – і навіть не здогадуються, що він там, у них під ногами...» .
Роман О. Забужко «Музей покинутих секретів» – це розгорнута панорама буття з майстерно виписаним світом жінки, роман створює нові образи сильних жінок-героїнь, які зможуть змінити багато чого в цьому світі для себе та своєї країни. 

## Критика
Як відзначила літературознавеця та критик Віра Агєєва, читання цього твору автоматично включає процес пригадування своїх власних історій, іде процес розгальмовування витісненої пам'яті. У критичній пресі цей роман О. Забужко вже встигли порівняти з Джойсом, Прустом, Достоєвським, Набоковим. Леонід Плющ прогнозує: «Своєю масштабністю, многосюжетністю, багатоголоссям, глибиною проникнення в душі людей, у трагедію скаліченої людини й нації «Музей» на десятиліття без сумніву стане проблемою й предметом гуманітарних наук. І вимагатиме від україністики суттєвого підвищення її рівня» . 
Деякі критики ставлять за вину авторці зловживання гламуром, брендовістю, надмірною сексуальністю та проявами жіночої фізіології. За словами Василя Костюка, О. Забужко написала «перший український великий текст, написаний у стилі порноґламуру». Під порноґламуром він розуміє плав чуттєвості, стильності та брендовості.
Експерт «Книжки року» Ростислав Семків підсумовує, що за останні 20 років у нас не було масштабнішого й могутнішого тексту . У свою чергу німецькі критики назвали цей роман Забужко «Біблією українського постколоніалізму».

## Відзнаки
2010 — Найкраща українська книга 2010 року за версією журналу «Корреспондент»
2010 — Премія «Книжка року» у номінації «Красне письменство»
2010 — Номінація Премії «Книга року Бі-Бі-Сі 2010»
2013 — Літературна нагорода Центральної Європи «Ангелус»
2020 року швейцарська газета Таґес-Анцайнґер включила роман до переліку 20 найкращих романів XXI століття

## Переклади
Ніною Шевчук-Маррі роман перекладено англійською мовою. Книга вийшла в аудіоформаті. Текст читає відома американська письменниція-фантастка українського походження  Мері Робінетт Коваль

## Видання
- Оксана Забужко. Музей покинутих секретів. — 1-е. — Київ : Факт, 2009. — 829 с. — ISBN 978-966-359-293-0.
- Оксана Забужко. Музей покинутих секретів. — 2-е, допов. — Київ : Факт, 2010. — 832 с. — ISBN 978-966-359-293-0.
- Оксана Забужко. Музей покинутих секретів. — 3-е. — Київ : Спадщина, 2012. — 832 с. — ISBN 978-966-2685-06-0.
- Оксана Забужко. Музей покинутих секретів. — 4-е. — Київ : Спадщина, 2012. — 832 с. — ISBN 978-966-2685-13-8.
- Оксана Забужко. Музей покинутих секретів [Архівовано 8 грудня 2021 у Wayback Machine.]. Восьме видання. — Київ, Видавничий дім «Комора», 2020. — 832 с. — ISBN 978-617-728-645-4
- Zabużko, Oksana; Kotyńska, Katarzyna (перекладач) (2012). Muzeum porzuconych sekretów (пол) . W.A.B. с. 704. ISBN 978-837-7477-19-9.
- Zabuzhko, Oksana; Shevchuk-Murray, Nina (перекладач) (2012). The Museum of Abandoned Secrets (Kindle Edition) (англ) . AmazonCrossing. с. 760. ISBN 978-161-1090-11-6.
- Zabuzhko, Oksana; Shevchuk-Murray, Nina (перекладач) (2012). The Museum of Abandoned Secrets (Paperback) (англ) . AmazonCrossing. с. 727. ISBN 978-161-1090-11-6.
- Zabuzhko, Oksana; Shevchuk-Murray, Nina (перекладач); Robinette Kowal, Mary (читає) (2012). The Museum of Abandoned Secrets (Audio CD) (англ) . Brilliance Audio. ISBN 978-145-5895-86-1.
- Sabuschko, Oksana; Kratochvil, Alexander (перекладач) (2012). Museum der vergessenen Geheimnisse: Roman (нім) . Droschl, M. с. 759. ASIN B008PTH0ZQ.
- Sabuschko, Oksana; Kratochvil, Alexander (перекладач) (2012). Museum der vergessenen Geheimnisse: Roman (Kindle Edition) (нім) . Droschl, M. с. 850. ASIN B014DO3YJC.
- Zabuzhko, Oksana; Kindlerová, Rita (перекладач) (2013). Muzeum opuštěných tajemství (Paperback) (чеськ) . Kniha Zlín. с. 746. ISBN 978-808-7162-90-3.
- Забужко, Оксана; Мариничева, Елена (перекладач) (2013). Музей заброшенных секретов (рос) . АСТ. с. 704. ISBN 978-517-0784-37-0.
- Zabuzhko, Oksana; Shevchuk-Murray, Nina (перекладач); Robinette Kowal, Mary (читає) (2016). The Museum of Abandoned Secrets (Audio CD) (англ) . Brilliance Audio. ISBN 978-153-1880-27-9.